# معركة سيدان (1940)
وقعت معركة سيدان (بالانجليزية: Battle of Sedan) أو معركة سيدان الثانية (بالانجليزية: Second Battle of Sedan) (12-15 مايو عام 1940) في الحرب العالمية الثانية أثناء معركة فرنسا في عام 1940. تُعدّ هذه المعركة جزءًا من خطة الفيرماخت الألماني الذي يحمل الاسم الرمزي فال جيلب (القضية الصفراء) لهجوم عبر التلال والغابات في منطقة أردين، بهدف تطويق جيوش الحلفاء في بلجيكا وشمال شرق فرنسا. عبرت مجموعة الجيوش أ نهر الميز بنية الاستيلاء على سيدان والاتجاه غربًا نحو بحر المانش، لمحاصرة قوات الحلفاء التي كانت تتقدم شرقًا إلى بلجيكا، كجزء من خطة دايل التابعة للتخطيط الفرنسي للحرب 1920-1940.
تقع سيدان على الضفة الشرقية من نهر الميز. لذلك فإن الاستيلاء عليها سيوفر للألمان قاعدة عسكرية تمكنهم من السيطرة على جسور النهر والعبور منه. يمكن للمجموعات الألمانية بعد ذلك التقدم عبر الريف الفرنسي المفتوح وغير المحمي إلى القناة الإنجليزية (بحر المانش). في 12 مايو، تم الاستيلاء على سيدان دون مقاومة وهَزَم الألمان الدفاعات الفرنسية حول المنطقة على الضفة الغربية من نهر الميز. منع قصف قوات لوفتفافه الألمانية، إلى جانب انخفاض الروح المعنوية، المدافعين الفرنسيين من تدمير رؤوس الجسور. استولى الألمان على جسور الميز في سيدان، ما سمح للقوات بالعبور عبر النهر. في 14 مايو، حاول سلاح الجو المَلَكي البريطاني (آر إيه إف) إلى جانب القوات الجوية الفرنسية تدمير الجسور، لكن قوات لوفتفافه منعتهم من القيام بذلك. في المعارك الجوية الكبيرة، عانى الحلفاء من خسائر فادحة استنفدت قوة قاذفات الحلفاء في الحملة.
هاجم الفرنسيون رؤوس الجسور الألمانية في الفترة من 15 وحتى 17 مايو، لكن الهجمات وقعت ضحية للتأخير والارتباك. في 20 مايو، بعد خمسة أيام من توحيد رؤوس الجسور، وصل الجيش الألماني إلى بحر المانش. مكّن عبور نهر الميز الألمان من تحقيق الهدف العملياتي لخطة فال جيلب وتطويق أقوى جيوش الحلفاء، بما في ذلك قوة الاستطلاع البريطانية. دمرت معارك يونيو الناتجة الجيش الفرنسي المتبقي كقوة قتالية فعالة وطردت البريطانيين من القارة، ما أدى إلى هزيمة فرنسا.

## الخلفية

### الخطة الألمانية
في 10 مايو عام 1940، غزت قوات الفيرماخت كل من لوكسمبورغ وهولندا وبلجيكا. في هولندا، أحرز الألمان تقدمًا منتظمًا. بحلول 12 مايو، أغلقت وحدات من مجموعة الجيوش ب على روتردام وأمستردام، بينما في وسط بلجيكا كان الألمان على وشك الوصول إلى نهر دايل شرق بروكسل. ردًا على الغزوات، تقدمت مجموعة جيش الحلفاء الأول، تحت قيادة غاستون بيلوت، التي تضم الجيش الفرنسي السابع والتاسع والأول إلى جانب قوة الاستطلاع البريطانية، إلى نهر دايل لتشكيل خط أمامي صلب كجزء من خطة دايل، وهي استراتيجية دفاعية لوقف ألمانيا. ومع ذلك، كان هجوم مجموعة الجيوش ب بمثابة تحويل. كان من المقرر أن يتم إجراء التوجه الرئيسي لفال جيلب من قِبَل مجموعة الجيوش أ من خلال منطقة أردين في لوكسمبورغ وجنوب بلجيكا. بمجرد التفاوض على هذه المناطق التي تم الدفاع عنها بنسبة أقل، كان من المقرر أن يقوم الفيلق التاسع عشر (الفيرماخت) التابع لمجموعة الجيوش أ، تحت قيادة هاينز جوديريان، إلى فرنسا في سيدان، الواقعة على نهر الميز. منح الاستيلاء عليها فرصة لألمانيا للتقدم إلى الأعماق غير المحمية لفرنسا وأيضًا إلى بحر المانش، في الجزء الخلفي من قوات الحلفاء المتنقلة التي تتقدم إلى بلجيكا. بالنتيجة، تم تطويق المنطقة بالكامل على المستوى الاستراتيجي.
بالنسبة للهجوم، أعطت القيادة العليا للفيرماخت (أوبركوماندو دير فيرماخت) مجموعة الجيوش ب أقوى تركيز للدروع الألمانية والقوات الآلية. على الرغم من تخصيص 808 دبابة لمجموعة الجيوش ب، فإن أكثر من 1⁄4 من إجمالي الدبابات الألمانية، كانت من النوع الخفيف مثل دبابات بانزر-1 و-2 و-3 و-4. تم تسليم الدبابات الثقيلة إلى مجموعة الجيوش أ لأنها تتطلب أفضل الآلات لإجراء العملية الأصعب في سيدان. احتوت مجموعة الجيش أ على 1،753 دبابة من النوع الأثقل.

### منطقة أردين «المنيعة»
بعد الحرب العالمية الأولى، استبعدت هيئة الأركان العامة الفرنسية فكرة التوجه الألماني المستقبلي عبر قطاع أردين-سيدان. كان الفرنسيون على يقين من أن مثل هذه التضاريس لا يمكن أن تعبرها الدبابات. وصف المارشال فيليب بيتان المنطقة بأنها «منيعة». وصف موريس غاملان السمة الجغرافية بأنها «أفضل عقبة في أوروبا». بدا أن «حاجز» منطقة أردين-سيدان ميزة دفاع استراتيجي سليمة لا يمكن للعدو المستقبلي تجاوزها أو اختراقها. خلّص الفرنسيون إلى أنه في أحسن الأحوال، لن يصل الهجوم الألماني عبر أردين باتجاه سيدان إلى نهر الميز لمدة أسبوعين بعد بدء أي هجوم ألماني، وسيستغرق ما بين خمسة إلى تسعة أيام لاختراق أردين وحدها.
كانت التقييمات الفرنسية أقل مصداقية في ضوء التدريبات العسكرية التي أجريت في عام 1938. في ذلك العام، تولى الجنرال أندريه غاستون بريتيلات قيادة المناورات التي خلقت سيناريو شنّ بموجبه الجيش الألماني هجومًا بسبع فرق، بما في ذلك أربع فرق مشاة آلية ولواءين للدبابات (لم يتم إعطاء نوع الثلاثة المتبقية). انهارت دفاعات الجانب «الفرنسي». «كانت النتيجة هزيمة ذات طبيعة شاملة لدرجة أن نشر مثل هذا الخبر أصبح موضع تساؤل خشية أن تتضرر الروح المعنوية للجيش». في وقت متأخر من مارس عام 1940، ذكر تقرير فرنسي تم إرساله إلى غاملان بأن الدفاعات في سيدان، آخر موقف «محصن» على نهر الميز، والموقع الأخير قبل الوصول إلى دولة فرنسا، كانت «غير كافية تمامًا». حدد بريتيلات المناظر الطبيعية بشكل صحيح على أنها تضاريس سهلة نسبيًا لعبور الآليات. خلّص إلى أن الألمان سيستغرقون 60 ساعة على الأكثر للوصول إلى نهر الميز وسوف يستغرقون يومًا واحدًا لعبور النهر. ثبُتت عدم صحة هذا التقدير خلال ثلاث ساعات فقط؛ إذ عبر الألمان نهر الميز بعد 57 ساعة فقط.
أذن الجيش الفرنسي بمحاولات جديدة لزيادة قوة التحصينات في خريف عام 1939، لكن الطقس الشتوي القاسي منع صبّ الإسمنت وإيصال المواد اللازمة. في 11 أبريل من عام 1940، طلب الجنرال تشارلز هانتزيغر أربعة أقسام أخرى للعمل على الدفاعات، لكن تم رفض طلبه.